# Прудовый (Воронежская область)
Прудовый — хутор в Репьёвском районе Воронежской области Российской Федерации.
Входит в состав Скорицкого сельского поселения.

## География
На хуторе имеется одна улица — Луговая.

## История
В 1966 г. указом президиума ВС РСФСР хутор Лягушевка переименован в Прудовый.

## Население
| 2010 |
| ---- |
| 9    |